# كوتارو هيغاشي
كوتارو هيغاشي (باليابانية: 東洸大郎؛ بالكانا: ひがし こうたろう) هو لاعب كرة قدم ياباني، ولد في 21 يناير 1989 في اليابان. لعب مع تشارلستون بيتري.

## وصلات خارجية
- كوتارو هيغاشي على موقع قاعدة بيانات كرة القدم.إي يو (الإنجليزية)
- كوتارو هيغاشي على موقع Soccerway.com (الإنجليزية)